# Jorge Sousa
Manuel Jorge Neves Moreira de Sousa (Porto, 18 september 1975) is een Portugees voormalig voetbalscheidsrechter. Hij was in dienst van FIFA en UEFA tussen 2006 en 2019. Ook leidde hij van 2006 tot 2020 wedstrijden in de Primeira Liga.
Op 23 september 2006 leidde Sousa zijn eerste wedstrijd in de Portugese nationale competitie. Tijdens het duel tussen CD Aves en Sporting Lissabon (0–2 voor Sporting) trok de leidsman driemaal de gele kaart. In Europees verband debuteerde hij tijdens een wedstrijd tussen FC Basel en Tobol Qostanay in de voorronde van de UEFA Europa League; het eindigde in 3–1 voor FC Basel en Sousa gaf vier gele kaarten. Zijn eerste interland floot hij op 9 september 2009, toen Wales met 1–3 verloor van Rusland. Tijdens dit duel gaf Sousa twee gele kaarten.

## Interlands
| Datum            | Plaats                 | Wedstrijd                      | Uitslag | Competitie           | Kreeg geel | Kreeg voor de tweede keer geel en dus rood | Weggestuurd |
| ---------------- | ---------------------- | ------------------------------ | ------- | -------------------- | ---------- | ------------------------------------------ | ----------- |
| 9 september 2009 | Cardiff, Wales         | Wales – Rusland                | 1 – 3   | WK 2010 kwalificatie | 2          | 0                                          | 0           |
| 12 oktober 2010  | Riga, Letland          | Letland – Georgië              | 1 – 1   | EK 2012 kwalificatie | 5          | 0                                          | 0           |
| 29 februari 2012 | Dublin, Ierland        | Ierland – Tsjechië             | 1 – 1   | Vriendschappelijk    | 0          | 0                                          | 0           |
| 22 maart 2013    | Olomouc, Tsjechië      | Tsjechië – Denemarken          | 0 – 3   | WK 2014 kwalificatie | 5          | 0                                          | 0           |
| 3 september 2014 | Londen, Engeland       | Engeland – Noorwegen           | 1 – 0   | Vriendschappelijk    | 0          | 0                                          | 0           |
| 9 oktober 2014   | Chisinau, Moldavië     | Moldavië – Oostenrijk          | 1 – 2   | EK 2016 kwalificatie | 5          | 0                                          | 1           |
| 3 september 2015 | Brussel, België        | België – Bosnië en Herzegovina | 3 – 1   | EK 2016 kwalificatie | 3          | 0                                          | 0           |
| 10 oktober 2015  | Jeruzalem, Israël      | Israël – Cyprus                | 1 – 2   | EK 2016 kwalificatie | 4          | 0                                          | 0           |
| 11 oktober 2016  | Nur-Sultan, Kazachstan | Kazachstan – Roemenië          | 0 – 0   | WK 2018 kwalificatie | 2          | 0                                          | 0           |
| 12 november 2016 | Odessa, Oekraïne       | Oekraïne – Finland             | 1 – 0   | WK 2018 kwalificatie | 5          | 0                                          | 0           |
| 11 juni 2017     | Belgrado, Servië       | Servië – Wales                 | 1 – 1   | WK 2018 kwalificatie | 5          | 0                                          | 0           |